# Hrastnik, Moravče
Hrastnik este o localitate din comuna Moravče, Slovenia, cu o populație de 45 de locuitori.